# 崔家庄站
崔家庄站是过去位于云南省嵩明县小新街镇的一个铁路车站，邮政编码651704。车站建于1959年，有东川铁路经过该站，现仅办理货运，不办理客运业务。车站距离贵阳站561公里，隶属昆明铁路局，是四等站。
2007年沪昆铁路复线建成通车时，小新街站至照福铺站新建双线电气化铁路而裁弯取直，因而沪昆铁路不再经过崔家庄站，车站因此被拆除。东川支线的接轨点则由塘子站移至小新街站上行端出岔，沿贵昆铁路过去的正线经崔家庄站。